# Damien Crosse
Damien Crosse (Miami, 11 febbraio 1982) è un attore pornografico statunitense, di origini cubane.

## Biografia
Nato e cresciuto a Miami, figlio unico di due esuli cubani, che arrivarono negli Stati Uniti negli anni sessanta. Laureato in antropologia, inizia la sua carriera nella pornografia gay nel 2004, quando viene avvicinato da un agente che gli propose di lavorare nell'industria per adulti. Debutta nel film Truck Stop Muscle, in seguito firma un contratto come modello esclusivo per Titan Media, esperienza che dura fino al 2008.
Il primo film in cui appare per la Titan è Hitch, che lo vede coinvolto in una scena con Jake Deckard, oltre a essere sulla copertina del DVD. Lavora per la Titan per due anni, esibendosi in 12 film sempre nel ruolo di attivo. Crosse diviene noto per il modo forte e disinibito di porsi nelle scene sessuali, spesso accompagnate a sputi e pugni e per i suoi frequenti gemiti. Verso fine carriera, dal 2017 in poi, ricopre invece quasi sempre il ruolo di passivo.
È stato candidato a un GayVN Award per la miglior performance solista in H2O, inoltre ha ricevuto la candidatura al XBIZ Awards 2009 come miglior performer LGBT dell'anno.
Nel 2008 firma un contratto con i Raging Stallion Studios e partecipa al film Home Bodies. Sempre nel 2008, assieme al fidanzato, il porno attore Francesco D'Macho, fonda lo Stag Homme Studios, un'etichetta pornografica che realizza video ed esibizioni live. Lo studio ha cessato le sue attività nel 2015.
Il 23 maggio 2009 vince un Grabby Award per la sua performance solista nel film To the Last Man, ma non partecipa alla cerimonia di premiazione perché nella medesima data si unisce in matrimonio a Madrid con D'Macho. La coppia divorzia l'anno successivo. Crosse ha avuto poi una relazione col collega Dato Foland nel 2014. 

## Filmografia
- Truck Stop Muscle (Pacific Sun Entertainment) (2004)
- Hitch (Titan Media) (2006)
- Breathless (Titan Media) (2006)
- Cop Shack on 101 (Titan Media) (2006)
- Folsom Filth (Titan Media) (2006)
- H2O (Titan Media) (2007)
- Command Post (Titan Media) (2007)
- Campus Pizza (Titan Media) (2007)
- Breakers (Titan Media) (2007)
- Telescope (Titan Media) (2008)
- Mens Room III: Ozark Mtn. Exit 8 (Titan Media) (2008)
- Folsom Prison (Titan Media) (2008)
- Warehouse (Titan Media) (2008)
- Home Bodies (Raging Stallion) (2008)
- Hotter Than Hell Part 1 (Raging Stallion) (2008)

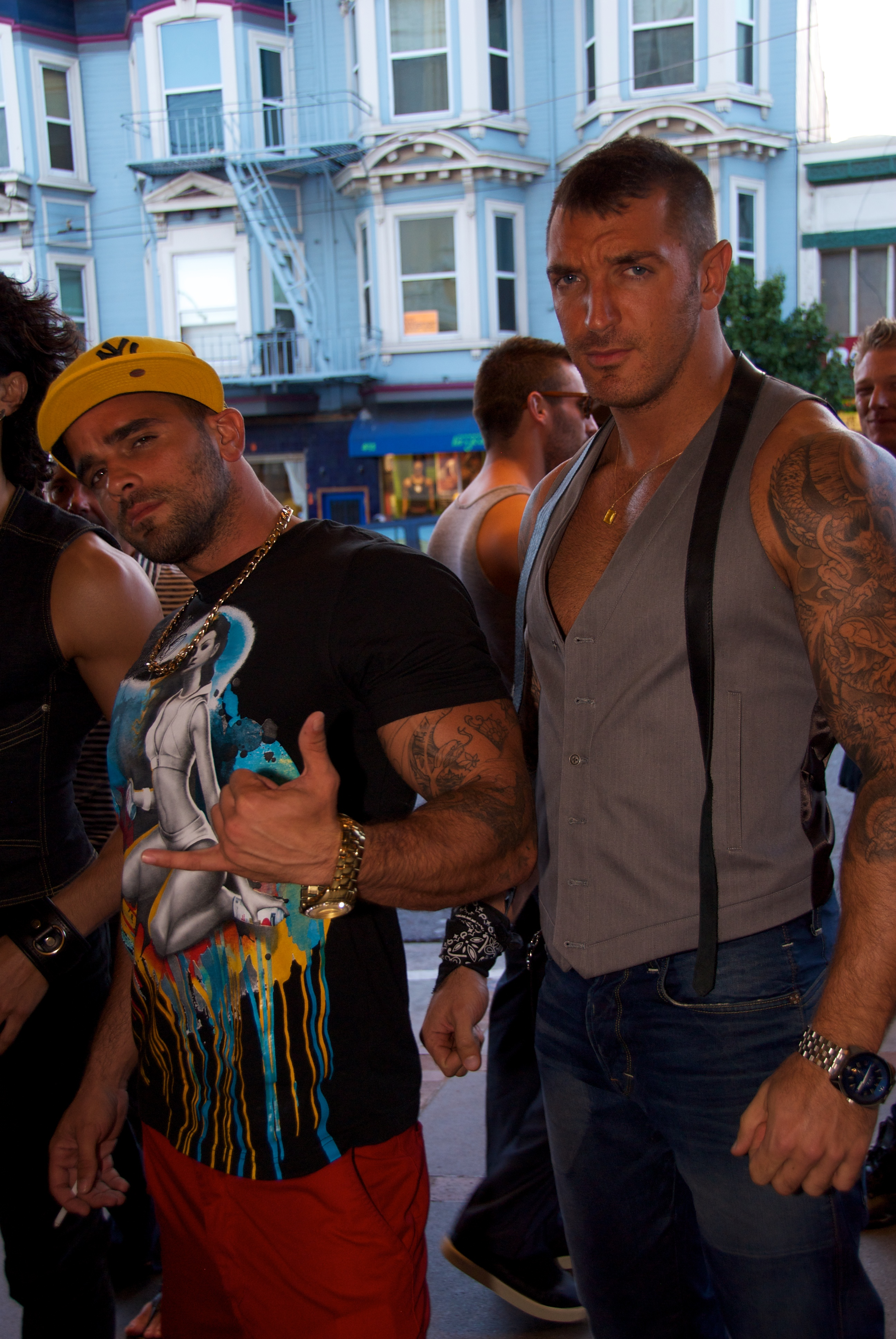
Damien Crosse con Francesco D'Macho ai GayVN Awards 2010.

- To The Last Man - Part 1 The Gathering Storm (Raging Stallion) (2008)
- To The Last Man - Part 2 Guns Blazing (Raging Stallion) (2008)
- Piss Off: Hardcore Fetish Series:PISSING #1 (Raging Stallion) (2009)
- High Tops (Raging Stallion) (2009)
- Porn Stars in Love (Raging Stallion) (2009)
- Focus/Refocus (Raging Stallion) (2009)
- Stag Fight (Raging Stallion/Stag Hommes) (2009)
- Stag Reel (Raging Stallion/Stag Hommes) (2010)
- Hairy Boyz 14 (Raging Stallion) (2010)
- Arab Heat (Raging Stallion) (2010)
- Stag Candy (Raging Stallion/Stag Hommes) (2010)
- Tales of the Arabian Nights (Raging Stallion) (2010)
- Hairy Boyz 17 (Raging Stallion) (2010)
- Coat Your Throat (Raging Stallion) (2010)
- Thrist (Raging Stallion/Stag Hommes) (2010)
- TOY (Raging Stallion/Stag Hommes) (2011)
- Hairy Boyz 19 (Raging Stallion) (2011)
- Drenched in Piss County (Raging Stallion) (2011)
- Gentlemen (Men At Play) (2011)
- Giants - Part 2 (Raging Stallion) (2011)
- Cum in My Face (Raging Stallion/Stag Hommes) (2011)
- Animus (Raging Stallion) (2011)
- Contatto - Stag Homme #8 (Raging Stallion/Stag Hommes) (2011)
- Men in Love (Lucas Entertainment) (2011)

## Premi
- Grabby Awards 2009 - Miglior performance solista in To the Last Man
- Grabby Awards 2010 - Miglior scena di gruppo (con Francesco D'Macho, Steve Cruz, Wilfried Knight e Angelo Marconi)[5]
- Trendy Awards 2010 - Performer of the Year[6]